# براوتون، کمبریج‌شر
براوتون (به انگلیسی: Broughton) یک روستا و محله مدنی در بریتانیا است که در هانتینگدونشر واقع شده‌است. براوتون ۲۳۷ نفر جمعیت دارد.